# Була
Була (от на латински: bulla – печат, букв. капсула) е основен папски документ с оловен (при особени случаи – със златен) печат, съдържащ разпоредба или послание от един папа до други църковни или светски дейци. Булите са най-разпространени и използвани през Средните векове, като след XV век се издават много по-рядко.

## История
Була през Средновековието наричат металния печат, по-късно капсулата, в която се заключва печатът, който се подпечатват държавните актове; а така също и самият акт (императорски или папски). В последващите векове була започват да наричат само важните укази и тържествени послания на папата.

## Папски були
Както и енцикликите, папските були се наименуват по първите думи от текста. На печата, прикрепен към документа с червена или жълта копринена връв, се изобразява латинския монограм SPSP в чест на светите апостоли Петър и Павел с името на папата на обратната страна. От края на XVIII век печатът е заменен със съответен червен печат, положен непосредствено върху документа, макар че има и изключения – например булата на папа Йоан XXIII за свикването на Втория ватикански събор била с традиционен оловен печат. В съвременните були, които се скрепяват с метален печат само в особени случаи, след името на папата стои и традиционния надпис episcopus, servus servorum Dei (епископ, роб на робите Божии). Булите се подписват от членовете на Римската курия, обикновено от държавния секретар на Светия престол, като най-важните були се подписват лично от самите папи.

## Известни папски були
- „In nomine Domini“ (1059)
- „Ex commisso nobis a Deo» (1136)
- „Omne Datum Optimum“ (1139)
- „Milites Templi“ (1144)
- „Militia Dei“ (1145)
- „Dilecti filii“ (1160)
- „Audita tremendi“ (1187)
- „Cum hora undecima“ (1235, 1254, 1288, 1291)[1]
- „Ad extirpanda“ (1252, отменена 1816)
- „Clericis laicos“ (1296)
- „Unam Sanctam“ (1302)
- „Pastoralis Praeeminentiae“ (1307)
- „Regnans in coelis“ (1308)
- „Vox in excelso“ (1312)
- „Ad providam“ (1312)
- „In coena domini“ (1363)
- „Ad decorem militantis Ecclesiae“ (1475)
- „Summis desiderantes affectibus“ (1484)
- „Inter caetera“ (1493)[2]
- „Exsurge Domine“ (1520)
- „Sublimus Dei“ (1537)
- „Regimini militantis Ecclesiae“ (1540)
- „Inter gravissimas“ (1582)
- „Unigenitus“ (1713)
- „Sollicitudo omnium ecclesiarum“ (1814)
- „Ineffabilis Deus“ (1854)
- „Quanta cura“ (1864)
- „Ne Temere“ (1907)
- „Munificentissimus Deus“ (1950)